# Ni Hua
Ni Hua (倪华; Shanghai, 31 maggio 1983) è uno scacchista cinese, Grande maestro.
Comincia a giocare a scacchi all'età di 6 anni e a 13 vince la coppa S.T. Lee per giocatori under-14, ripetendo il successo l'anno successivo. Nel 1999 vince ancora questo torneo nella categoria under-16.
Nel febbraio 2000 ottiene la prima norma di Grande maestro nel torneo First Saturday di Budapest. In aprile ottiene la seconda norma nel campionato cinese a squadre di Suzhou. Nel match Cina-Stati Uniti del 2001 ha riportato vittorie contro Dimitri Schneider e Hikaru Nakamura. Nella coppa Tan Chin Nam a Tsingtao in luglio del 2002 conquista la terza norma di GM. Il titolo gli viene ufficialmente riconosciuto dalla FIDE in febbraio del 2003.
Ha fatto parte della squadra olimpica cinese in occasione di 5 olimpiadi: Istanbul 2000, Bled 2002, Torino 2006 e Dresda 2008 e Baku 2016. Alle Olimpiadi di Tromsø 2014 vinse la medaglia d'Oro di squadra e la medaglia di bronzo individuale in 3^ scacchiera. Dal 2000 al 2016 ha ottenuto 13 vittorie, 25 pareggi e 5 sconfitte .
Nella lista Elo di aprile 2009 ha raggiunto il suo massimo punteggio Elo di 2724 punti, questo gli ha assegnato il 2º posto tra i cinesi e il 21º posto nella classifica mondiale assoluta.

## Principali risultati

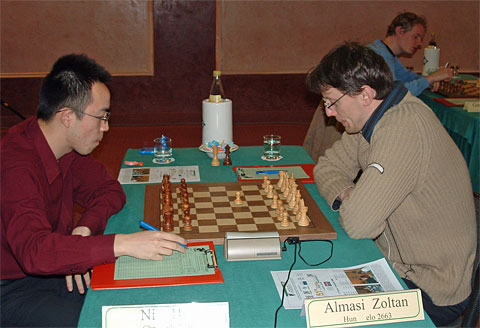
La partita Almasi–Ni Hua, 51º Torneo di Capodanno di Reggio Emilia

In agosto del 2004 vince a Kuala Lumpur l'open Dato' Arthur Tan. Nello stesso mese partecipa a Tripoli alle eliminatorie per il Campionato del mondo; nel primo turno vince contro Evgenij Vladimirov ma nel secondo turno viene eliminato dal suo connazionale Ye Jangchuan.
Ha vinto tre volte il Campionato cinese assoluto: nel 2006, 2007 e 2008. In dicembre del 2007 ha vinto il torneo "Prospero Pichay Cup" di Manila con 7 punti su 9.
Ha partecipato al 50º Torneo di Capodanno di Reggio Emilia 2007/08, classificandosi al 3º posto (vinse Zoltán Almási). In aprile del 2008 ha partecipato a Soči al campionato russo a squadre con la squadra di Saratov, realizzando 7 ½ su 11, con una performance Elo di 2.666 punti. In settembre ha preso parte al match Russia-Cina di Ningbo, realizzando 2 ½ su 5 e una performance di 2.700 punti. La squadra cinese era composta da Wang Yue, Wang Hao, Bu Xiangzhi, Ni Hua e Li Chao.
In gennaio del 2009 ha vinto il 51º Torneo di Capodanno di Reggio Emilia, primo cinese ad aggiudicarsi questo importante torneo internazionale.
Nel 2010 vince il Campionato asiatico di Olongapo.
Nel giugno 2014 a Palau ha vinto il 6º Festival Internazionale Capo d'Orso con 8 punti su 9.
Nel luglio 2014 a Montcada i Reixac vince con 7 punti su 9 il XXII Open Internacional Ciutat de Montcada.
Nel gennaio 2015 vince a Sydney l'Australian Open Championship con 10,5 punti su 11.

## Partite notevoli
- Ni Hua – Hikaru Nakamura, Seattle 2001, Siciliana var. Alapin B-22, su chessgames.com.
- Nigel Short – Ni Hua, Pechino 2003, Siciliana Sveshnikov B-33, su chessgames.com.
- Ni Hua – Evgeny Vladimirov, Tripoli Camp. del mondo knockout 2004, Viennese C-27, su chessgames.com.
- Sergey Karjakin – Ni Hua, Aeroflot open 2005, Francese Winawer C-18, su chessgames.com.
- Laurent Fressinet – Ni Hua, Olimpiadi Dresda 2008, Spagnola C-60, su chessgames.com.
- Ni Hua – Boris Avrukh, Campionato Russia a squadre 2008, Siciliana var. Kan B-42, su chessgames.com.
- Ni Hua – Peter Svidler, Ningbo match Russia-Cina, Siciliana B-51, su chessgames.com.
- Zoltan Almasi – Ni Hua, 51º Torneo di Capodanno Reggio Emilia, Siciliana Sveshnikov B-33, su chessgames.com.

## Collaborazioni
È coach della Campionessa del mondo Ju Wenjun.